# Ноборибецу
Ноборибе́цу  (яп. 登別市 Ноборибэцу-си) — город в Японии, находящийся в округе Ибури губернаторства Хоккайдо. Площадь города составляет 212,11 км², население — 50 718 человек (30 июня 2014), плотность населения — 239,11 чел./км².

## Географическое положение
Город расположен на острове Хоккайдо в губернаторстве Хоккайдо. С ним граничат города Муроран, Дате и посёлки Собецу, Сираои.

## Население
Население города составляет 50 718 человек (30 июня 2014), а плотность — 239,11 чел./км². Изменение численности населения с 1980 по 2005 годы:
| 1980 | 56 503 чел. |  |
| 1985 | 58 370 чел. |  |
| 1990 | 55 571 чел. |  |
| 1995 | 56 892 чел. |  |
| 2000 | 54 761 чел. |  |
| 2005 | 53 135 чел. |  |

## Символика
Деревом города считается платан, цветком — хризантема.